# Nintoku
Nintoku (japonsky 仁徳天皇, Nintoku tennó; asi 3. leden 313 – asi 16. leden 399) byl v pořadí 16. japonským císařem, druhým historicky doloženým. Data ohledně jeho vlády a života nejsou s jistotou určena, většinou jsou odvozena podle japonských tradic.

## Život
O jeho životě a rodině nám leccos napovídá druhá nejstarší kniha o historii dávného Japonska – Nihonšoki (dokončena okolo roku 720). Podle ní byl synem císaře Ódžina a otcem císařů Ričúa, Hanzeie a Ingjóa. Tato kniha nám udává i dobu císařovy vlády, tedy rozmezí mezi roky 313 a 399. Nejnovější výzkumy ale ukazují, že tato data nejsou příliš přesná. Ještě se uvažuje, že vládl během počátku 5. století našeho letopočtu.
Nintokovou hrobkou je pravděpodobně hrobka Daisen-Kofun v Sakaii v Ósace. Tato hrobka pochází z počátku 5. století našeho letopočtu a je jednou z největších na světě.